# Isabelle Rauch
Pour les articles homonymes, voir Rauch.
Isabelle Rauch, née le 10 août 1968 à Villers-Semeuse, est une femme politique française. Elle est députée de la neuvième circonscription de la Moselle, fut présidente de la commission des Affaires culturelles et de l'Éducation de l'Assemblée nationale jusqu'a la dissolution de l’Assemblée nationale voulue par Emmanuel Macron le 9 juin 2024 et est conseillère régionale du Grand Est.

## Biographie

### Formation et vie professionnelle
Fille de militaire, Isabelle Rauch grandit dans les Ardennes et en Alsace.
Elle fait ses études à Charleville-Mézières puis à Strasbourg où elle entame un cursus universitaire en histoire qu'elle terminera à l'Université de Metz, avant de suivre une école de visiteuse médicale.
Elle devient ensuite cheffe de secteur d'un grand groupe en relation avec la grande distribution.
En 2005, elle obtient un DESS en marketing et innovation à l'IAE de Metz. Recrutée par la communauté de communes de l'Arc mosellan, elle s'est occupée de la communication et de la politique touristique, notamment pour accompagner le lancement du Moulin de Buding.
En 2014, elle étudie à ICN Business School de Nancy où elle passe un diplôme de coach,.

## Parcours politique

### Débuts dans la vie politique au Parti socialiste (1994-2014)
Elle adhère au Parti socialiste en 1997 et devient conseillère municipale d'opposition à Thionville en 2001 sur la liste conduite par le socialiste Bertrand Mertz.
Lors des élections cantonales de mars 2008, elle est élue conseillère générale du canton de Thionville-Est. La même année, élue sur la liste d'union de la gauche conduite par Bertrand Mertz aux municipales, elle devient adjointe au maire de Thionville chargée des affaires scolaires. À l'issue des élections municipales de mars 2014 perdues par la gauche, elle redevient conseillère municipale d'opposition.

### Conseillère départementale UDI (2014-2017)
En novembre 2014, elle annonce qu'elle quitte le PS pour rejoindre l'Union des démocrates et indépendants (UDI), étant « régulièrement en désaccord avec les positions du groupe PS » au Conseil départemental et « adhérant à la plupart des orientations du gouvernement Valls », et rejoint la majorité départementale UMP-UDI dirigée par Patrick Weiten. Entretemps élue conseillère départementale UDI du canton de Metzervisse lors des élections départementales de mars 2015, elle quitte le conseil municipal de Thionville.
En 2017, elle devient vice-présidente de l'UDI Moselle. « Souhaitant voir son parti rejoindre la marche de Macron, [...] elle attend, assiste à des meetings En marche, dit une première fois non aux sollicitations du mouvement ». Elle rejoint le mouvement En marche au lendemain de la présidentielle et dépose sa candidature à l'investiture du mouvement. Le 15 mai 2017, elle est investie.

### Députée de la XVe législature
Elle est élue député de la Moselle (9e circonscription) le 18 juin 2017 avec 70,13 % des voix face à la candidate du Front national.
En 2019, elle devient secrétaire générale de La République ensemble, la fédération des élus progressistes, encartés ou non à LREM.

#### Commission des Affaires étrangères
En 2019 elle devient vice-présidente de la commission des Affaires étrangères de l’Assemblée nationale.
En novembre 2019, elle conduit la délégation française à New York à l'occasion de l'Assemblée générale des Nations unies.

#### Enjeux transfrontaliers

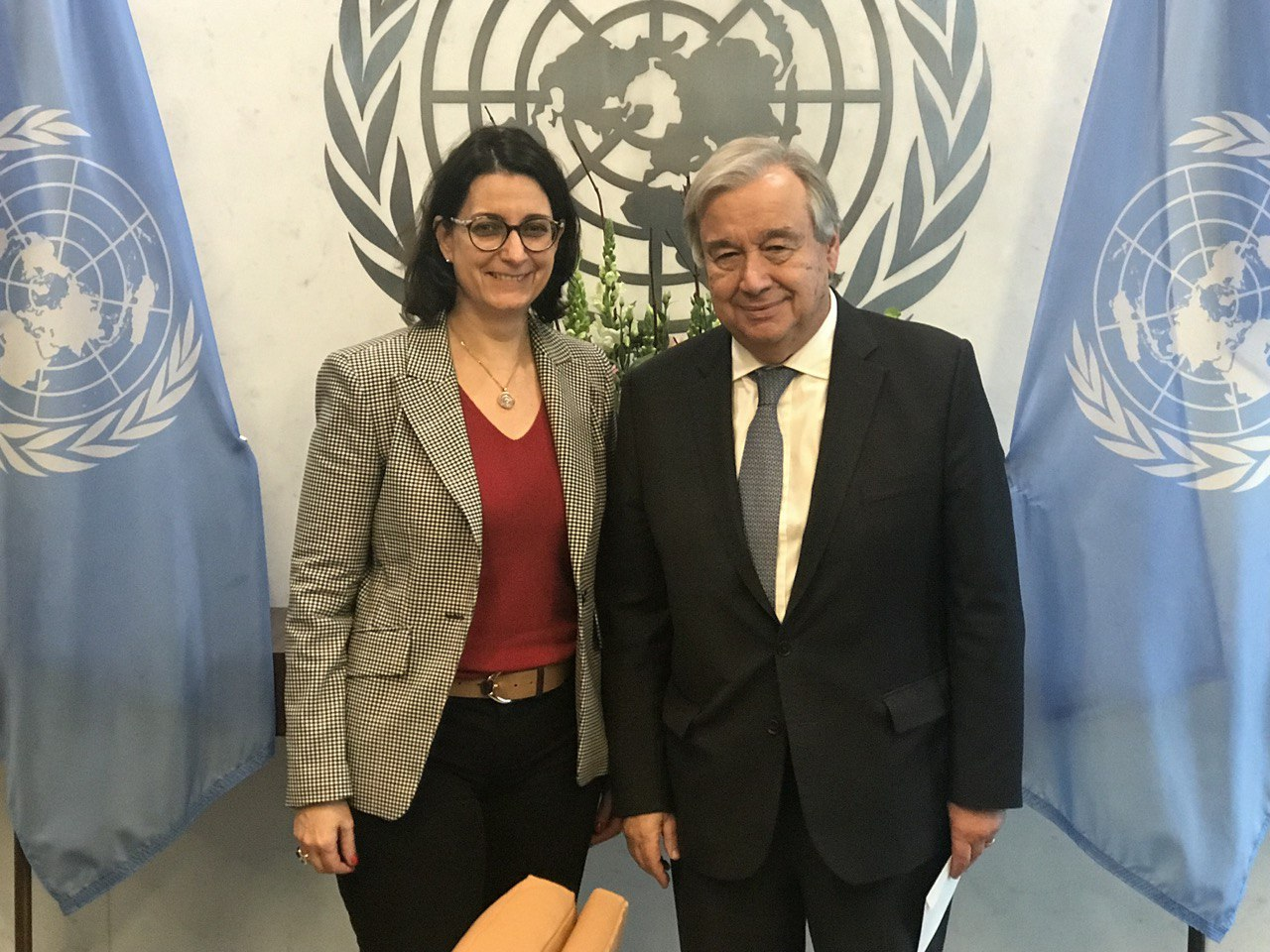
Isabelle Rauch et António Guterres, secrétaire général de l'ONU, lors de l'Assemblée générale des Nations unies à New York en 2019.

Elle est co-présidente du groupe d'études de l'Assemblée nationale sur le statut des travailleurs mobiles en Europe. Lors de la crise du Covid-19, elle fait notamment plusieurs propositions à la secrétaire d'État aux Affaires européennes, Amélie de Montchalin concernant la situation des télétravailleurs. Elle propose qu'au-delà de la crise une délégation interministérielle aux questions transfrontalières soit créée, d'intensifier la politique de co-développement entre la France et le Luxembourg, que l'offre de formation puisse correspondre aux besoins des deux pays et qu'un statut spécifique du télétravail en zone frontalière soit créé.

#### Droits des femmes
En juin 2018, se réclamant de la démarche d'Olympe de Gouges, elle propose de réécrire la Constitution du 4 octobre 1958 en langage inclusif.

### Élections régionales de 2021 dans le Grand Est
Pour les élections régionales de juin 2021 dans le Grand Est, elle rejoint la liste de la ministre de l'insertion Brigitte Klinkert comme tête de liste dans le département de la Moselle.
Le 26 juin, à l'issue d'un second tour, la liste de Brigitte Klinkert obtient 10,77 % des voix dans le Grand Est, Isabelle Rauch est élue conseillère régionale.

### Députée de la XVIeet de la XVIIelégislatures
Isabelle Rauch rejoint Horizons et se déclare candidate pour un nouveau mandat de députée de la 9e circonscription de la Moselle le 11 mai 2022 sur les réseaux sociaux, sous l'étiquette Ensemble.
Elle se qualifie au second tour de l'élection législative avec 32,56% des voix, devant Brigitte Vaïsse (d), candidate NUPES, qui obtient 22,16%.
Elle est réélue députée de la 9e circonscription de la Moselle le 19 juin 2022 avec 55,03% des suffrages,.
À la suite de la nomination au gouvernement d'Agnès Firmin-Le Bodo le 4 juillet 2022, le poste de président de la commission des Affaires culturelles et de l'Éducation devient vacant.
Isabelle Rauch est élue présidente le 6 juillet 2022.
Elle est réélue députée en 2024 avec 58,13 % des voix au second tour contre Baptiste Philippo (d) du Rassemblement national. Brigitte Vaïsse (d), candidate (Parti socialiste) du Nouveau Front populaire avait obtenu 22,84 % des suffrages au premier tour.